# Yagoua
Yagoua – miasto w Kamerunie, w Regionie Dalekiej Północy, stolica departamentu Mayo-Danay. Liczy około 114 tys. mieszkańców.
W mieście znajduje się lokalne lotnisko. 